# Phyllangia echinosepes
Espèce
Statut CITES
Phyllangia echinosepes est une espèce de coraux de la famille des Caryophylliidae.

## Publication originale
- Ogawa, Takahashi & Sakai, 1997 : Totes on Japanese Ahermatypic Corals-I - New Species and Subspecies of Culicia and Phyllangia. Publications of the Seto Marine Biological Laboratory, vol. 38, n. 1-2, (texte intégral/introduction) (en) [PDF].